# Matthias de Thestrup
Matthias de Thestrup (10. februar 1688 i Nakskov – 17. juni 1769 på Mariager Kloster) var en dansk landsdommer.
Han blev født 1688 i Nakskov, hvor hans fader, senere biskop Frands Thestrup (død 1735), dengang var sognepræst, dimitteredes 1703 af sin fader til Københavns Universitet, tog 1706 teologisk attestats, fortsatte sine studier et par år i København, hvor han lod trykke et par teologiske disputatser, og gjorde derefter med understøttelse af sin faders fætter gehejmeråd Matthias Moth en udlandsrejse gennem Tyskland, Frankrig, England og Nederlandene. Under hans fraværelse var hans fader blevet biskop over Aalborg Stift; det gik derfor let for Thestrup snart efter sin hjemkomst 1711 at blive rektor i Thisted, hvorfra han allerede næste år avancerede til Aalborg Katedralskoles mere indbringende rektorat; magistergraden erhvervede han 1714. Men hans interesse synes ikke at have været ved skolevæsenet; thi 1716 fik han udnævnelse som landsdommer i Nørrejylland med titel af kancelliråd, således at han beholdt rektoratet, indtil der blev en lønnet landsdommerpost ledig; dette skete 1726, i hvilket år han nedlagde sit skoleembede og købte Mariager Kloster.
1733 blev han justitsråd, 1741 etatsråd og 1749 optaget i adelstanden med navnet de Thestrup. 1751 tog han sin afsked med bibeholdelse af sin lønning; død på Mariager Kloster 17. juni 1769. Foruden at han skænkede Aalborg Skole 3 lejehuse, oprettede han legater for enker af familien og studerende. Gift 20. oktober 1716 med Cecilia Maria Werchmester (f. 1693 d. 2. januar 1771), datter af borgmester i Aalborg Henrik Werchmester og Maren Grotum. Frands de Thestrup var hans søn.